# Casa Sampere
La casa Sampere era un edifici situat al carrer de Sant Pere més Alt, 59 de Barcelona, actualment desaparegut.

## Història
Segons el Cadastre de 1716, el metge Francesc Sampere (o Santpere) tenia una casa en aquest indret. Casat amb Maria Gràcia Saldanya, fou succeït per la seva filla Eulàlia Sampere i Saldanya, que cap al 1748 va fer reconstruir la finca. El 1778, el seu nebot Josep Manuel Pascali i Sampere, ambaixador a Suïssa i fill de la seva germana Francesca i de Lluís Pascali, va demanar permís per a obrir-hi un balcó.
Casada amb Josep Escuder, Eulàlia Sampere morí el 1782 sense fills i va llegar la casa al seu nebot, que el 1794 rebé el títol de baró de Sant Lluís. El 1793, l'apoderat de la seva dona Maria de Pau i van Marcke de Lummen (que adoptà el cognom Pascali) va demanar permís per a obrir-hi dues portes i posar-hi un guardarrodes. El 1807, la seva filla Manuela Pascali i de Pau, vídua de Ferran de las Llanas i Ballparda i casada en segones noces amb Antoni Josep de Castilla, va demanar permís per a obrir-hi tres portes a càrrec del mestre de cases Francesc Martí. Com d'altres hisendats, abandonà la ciutat arran de la invasió napoleònica i morí a Tarragona el 1810.
Fou succeïda pel seu fill Lluís de las Llanas i Pascali, i aquest pel seu fill Jeroni de las Llanas i Mena, que morí sense descendència. Aleshores, el patrimoni dels barons de Sant Lluís, que incloïa la finca de Cal Sampere a Gràcia i Can Baró, va passar a mans del seu nebot Joaquín de las Llanas y López de la Huerta, natural de Madrid i fill de Lluís de las Llanas i Mena i de Carolina López de la Huerta.

### Fàbrica
El 1779, Maria Gustà (casada amb Miquel Josep Formentí), el corredor reial de canvis Manuel Cardeñas i Soler, i els comerciants Narcís de Plandolit (que poc després es retiraria) i Francesc Ribas i Prous (casat amb Josepa Formentí) van constituir una societat per a la fabricació d'indianes pel termini de cinc anys, amb un capital de 20.000 lliures a parts iguals i amb Miquel Formentí com a director i administrador, ajudat pel seu fill Miquel Josep. La fàbrica es va instal·lar als jardins de la Casa Sampere, descrits així pel baró de Maldà el 1785: «digno alojamiento para qualquier Personaje […] tiene ya hecho trozos para las maniobras necesarias a sus lienzos ocasionando una lástima universal a quantos lo advierten porque su delicioso Jardín, tal vez el mejor de esta Ciudad y ya reducido en parte a tendedero de indianas, está a la frente del concurrido paseo de la muralla de Tierra.» Tanmateix, la societat va acabar liquidada per la fallida de Cardeñas, i el 1803 es van desmantellar les «quadres».
A la dècada del 1840, hi havia la fàbrica de teixits de cotó i mescla d'Agustí Vilaró, i posteriorment, la d'estampats de Ramon Codina i Riu: «Alta de San Pedro, 59. Gran fábrica de estampados en indianas de varias clases con distintos estilos, montada á la altura de las principales de su clase, con maquinaria movida por vapor, cuya direccion y trabajos están al cargo del químico colorista D. Pedro Codina y Capella, hijo del propietario de la fábrica, D. Ramon Codina y Riu.» Morí el 1876 i fou succeït pel seu fill Pere, que llogà la fàbrica a d'altres industrials.
A finals de segle, la finca va ser adquirida pel fabricant de Manresa Antoni Pons i Enrich, que la faria enderrocar.

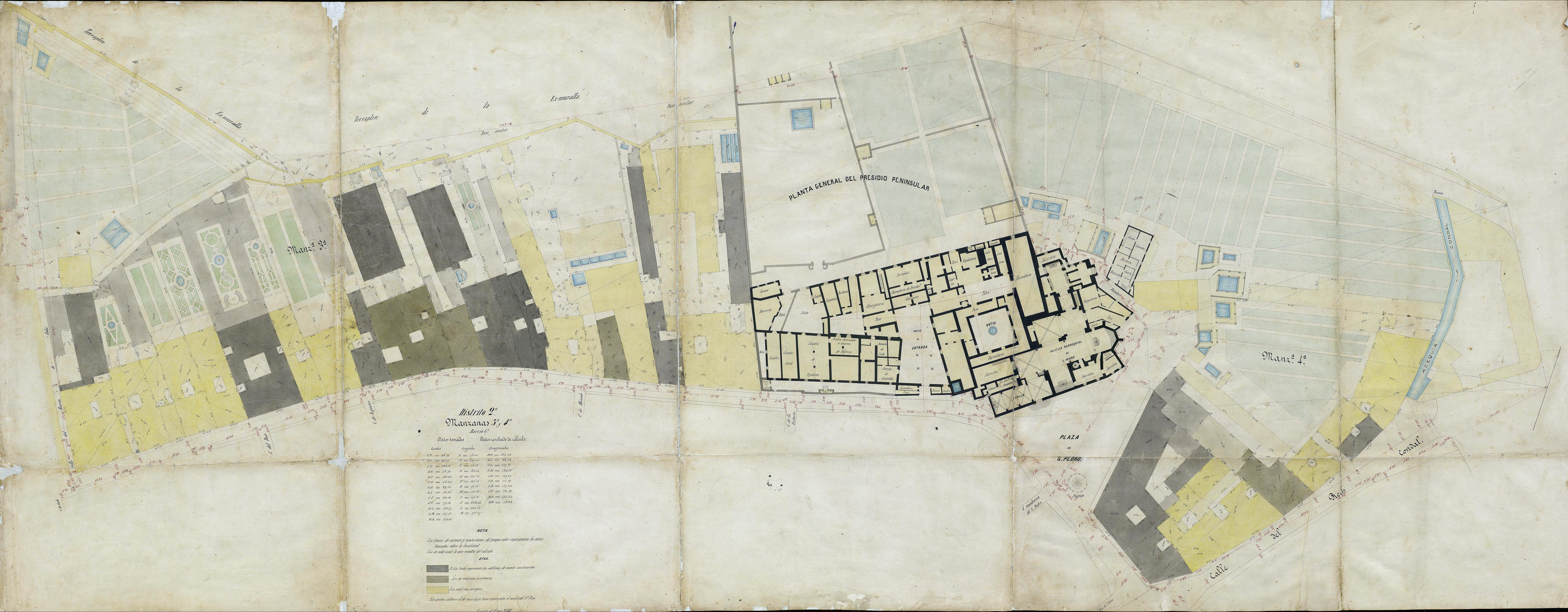
Quarteró núm. 40 de Garriga i Roca (c. 1860)